# Conrad Efraim
Conrad Efraim (Antigua, 30 maart 1945 - Antigua en Barbuda, 26 oktober 2006), beter bekend als Special Delivery (S.D.) Jones, was een professioneel worstelaar die vooral bekend was van zijn tijd bij World Wrestling Federation.

## Erelijst
- National Wrestling Alliance
  - NWA Americas Tag Team Championship (3 keer: met Porkchop Cash (1×) en Tom Jones (2×))

- Universal Superstars of America
  - USA Tag Team Championship (1 keer: met Tony Atlas)